# ساختمان کاسومیگاسکی
ساختمان کاسومیگاسکی (霞が関ビル Kasumigaseki biru) (انگلیسی: Kasumigaseki Building) یک آسمان‌خراش ۳۶ طبقه است که در کاسومیگاسکی، چیودا، توکیو قرار دارد.

## تاریخچه
این ساختمان این انجمن تحت مالکیت کاسومی کایکن (霞会館)، که انجمنی سابقاً متشکل از اعضای خانوادهٔ اشرافی کازوکو بوده‌است، قرار دارد. قطعه زمینی که این ساختمان در آن ساخته شده‌است، زمانی متعلق به اجمن سابق کازوکو کایکن (華族会館) بود که پس از جنگ جهانی دوم در سال ۱۹۴۷ نام آن تغییر یافت.
از این ساختمان که احداث آن در سال ۱۹۶۸ به پایان رسید، به‌طور گسترده‌ای به‌عنوان نخستین آسمان‌خراش اداری مدرن در ژاپن یاد می‌شود. علت این که پیش از این ساختمان‌های مرتفع در این کشور ساخته نمی‌شدند این است که طبق قانون استاندارد ساختمان ژاپن، تا پیش از سال ۱۹۶۳ ارتفاع مطلق ساختمان‌ها به ۳۱ متر (۱۰۲ فوت) محدود شده‌بود؛ در ۱۹۶۳ این محدودیت جهت وضع محدودیت جدید برای تراکم ساختمانی برداشته‌شد.
در زمان احداث این ساختمان در سال ۱۹۶۸، شرکت هیتاچی آسانسوری را برا نصب در این ساختمان تولید کرد که سرعت آن به ۳۰۰ متر بر ثانیه می‌رسید.

## ساکنین

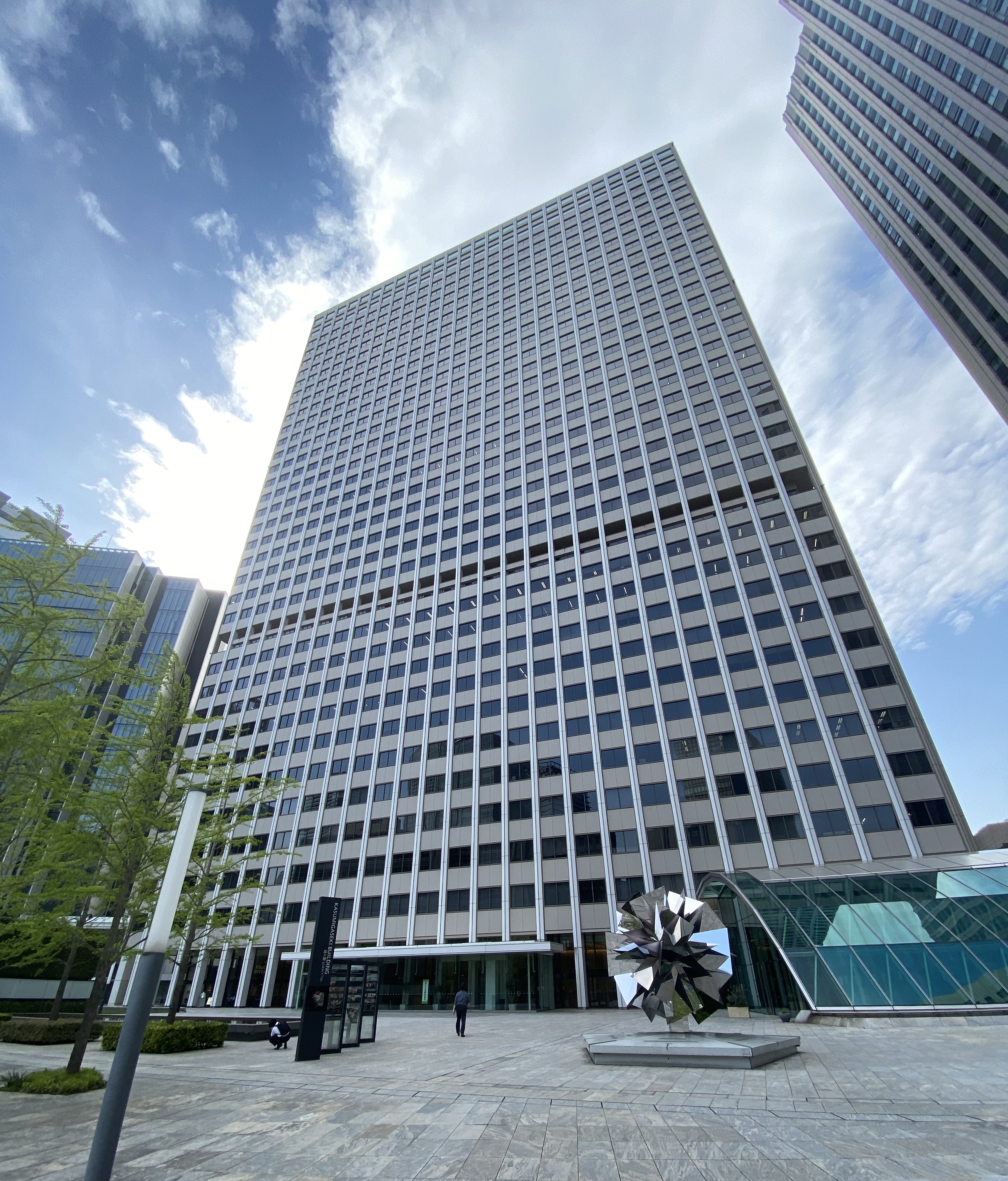
ساختمان کاسومیگاسکی

دفتر مرکزی انجمن بانک توسعه آسیایی در طبقهٔ هشتم ساختمان کاسومیگاسکی قرار داد. دفتر بانک توسعه آسیایی در ژاپن نیز در همین طبقه واقع شده‌است. همچنین پرایس‌واترهاوس‌کوپرز نیز دفاتری در طبقهٔ پانزدهم این ساختمان دارد.
دفتر مرکزی هواپیمایی آل نیپون ایرویز و شرکت میتسویی کمیکال نیز زمانی در این ساختمان قرار داشتند. در ژوئیه ۱۹۷۸ که نیپون کارگو ایرلاینز شروع به کار کرد، فعالیت‌های این شرکت از یک اتاق درون فضای اداری شرکت آل نیپون ایرویز در ساختمان کاسومیگاسکی اداره می‌شد.
دفاتر شرکت‌های هواپیمایی گارودا ایندونزیا و یونین دو ترنسپورتس آیرینز نیز زمانی در انی ساختمان واقع شده‌بود.
سالن باشگاه‌های انجمن کاسومی کایکن نیز در طبقهٔ سی و چهارم این ساختمان واقع شده و ورود به آن اختصاصاً تنها برای اعضا آزاد است.

## در فرهنگ عامه
ساختمان کاسومیگاسکی موضوع اصلی فیلم رستاخیز آسمان‌خراش است که پشتیبانی آن را ساخت و ساز کاجیما، شرکت سازندهٔ ساختمان کاسومیگاسکی بر عهده داشته‌است.